# La Manipulation Yggdrasil
La Manipulation Yggdrasil est un roman d'espionnage de la série SAS, portant le no 129 de la série, écrit par Gérard de Villiers. Publié en 1998 aux éditions Gérard de Villiers, il a été, comme tous les SAS parus au cours des années 1990, édité à 200 000 exemplaires en France lors de la première édition. 
Évoquant directement l'assassinat d'Olof Palme, l'action se déroule courant 1997, successivement en Belgique, en Suède et en Allemagne.

## Personnages principaux

### Américains et alliés
- Malko Linge
- Thomas Jenkins (chef d'antenne de la CIA en Belgique)
- Burt Hower (chef d'antenne de la CIA en Suède)
- Ingrid Stor (agent de la CIA en Suède)
- Fitzroy Mac Coy (chef d'antenne de la CIA en Allemagne)
- Gudrun Viet (agent de la CIA en Allemagne).

### «Filière» suivie par Malko
- Agathe Mertens
- Astrid Mertens
- Jerker Brunns
- Léna, Gunnar Larsen
- Göran Torsten
- Horst Grünow
- Dagmar Hasen
- Parviz Semiran
- Ygal Teler

## Résumé

### Début du roman
Une ancienne employée de l'OTAN, Agathe Mertens, organise une conférence de presse fracassante, annonçant à des journalistes que le premier ministre de Suède Olof Palme avait été exécuté le 28 février 1986 par un service spécial de l'OTAN, à la demande de la CIA. L'opération avait reçu selon elle le nom de code Yggdrasil, du nom d'un réseau secret suédois. Elle en veut pour preuve divers documents qu'elle présente à la presse, au fait qu'un ancien ami, George Cromwell, qui l'avait renseignée sur ce sujet, est mort récemment de manière suspecte, et qu'un général suédois membre de l'Opération Gladio avait été chargé du lien entre les services secrets suédois et la CIA. Le lendemain matin, Agathe Mertens est renversée par une voiture qui prend la fuite : la presse s'empare de l'affaire (chapitre 1). 
Malko est chargé d'enquêter sur cette affaire : la CIA était-elle impliquée dans l'assassinat d'Olof Palme ? Était-elle le commanditaire secret ? La mort de Mme Mertens est-elle un meurtre ? Il se rend au domicile de celle-ci et rencontre Astrid Mertens, la fille de la défunte, qui le reçoit de manière peu aimable. Astrid discute avec Malko et lui donne les coordonnées d'un ancien petit ami de sa mère, Alfred Jonnart, journaliste. Malko le rencontre ; l'homme est persuadé qu'Agathe Mertens a dit la vérité (chapitres 2 et 3). 

### Aventures
Malko se rend ensuite en Suède pour rencontrer le général en retraite Jerker Brunns, qui aurait pu jadis organiser l'attentat contre Palme. Brunns faisait partie de la droite nationaliste et anticommuniste qui considérait Palme comme un traître en raison de ses sympathies pour l'Union soviétique. L'homme est âgé et répond maladroitement aux questions de Malko. L'entretien se déroule en présence de sa compagne Léna, avec laquelle Malko aura la nuit suivante une liaison sexuelle. Le lendemain, Malko apprend que le vieil homme est mort dans le métro : il se serait jeté devant le train dans un acte de suicide, à moins que ce soit un meurtre. Malko contacte une ancienne collègue de la CIA qu'il avait rencontrée dans une précédente mission, Ingrid Stor, et lui demande de faire des recherches pour lui. Peu après, il apprend que Jerker Brunns ne s'est pas suicidé et a été jeté délibérément sur les rails (chapitres 4 et 5). 
Malko oriente son enquête vers Gunnar Larsen, un policier qui appartenait au réseau de Jerker Brunns puis vers son collègue Göran Torsten. Contacté, l'homme refuse de rencontrer Malko, qui néanmoins retrouve sa trace grâce à Léna. Le contact a lieu mais l'homme refuse de parler. Le lendemain, il appelle Malko : il a changé d'avis et accepte de répondre à ses questions. Un second rendez-vous a lieu, au cours duquel Torsten est abattu par un mystérieux tireur qui parvient à prendre la fuite. Malko est légèrement blessé. Il est brièvement hospitalisé, puis voit Ingrid Stor, avec qui il a une relation sexuelle. Il lui confie qu'il pense au film Mr. Arkadin d'Orson Welles : ne serait-il pas en train de rechercher les témoins du meurtre d'Olof Palme, qui sont successivement assassinés par les vrais commanditaires du meurtre, qui se servent de lui pour faire « trace nette » ? Il acquiert l'intime conviction que c'est la CIA qui avait organisé l'assassinat, et que ses dirigeants cherchent à effacer les traces de cette ancienne affaire. Il se dit qu'il pourrait être le prochain à être « liquidé ». Sur un coup de tête il rentre à son domicile autrichien, à Liezen (chapitres 6 à 9). 
Malko reçoit alors un appel fébrile d'Astrid Mertens : elle pense avoir échappé de justesse à une tentative d'assassinat, et a des révélations à lui faire. Malko quitte son manoir et se rend en Belgique. Astrid lui dit qu'à son avis, Agathe Mertens travaillait jadis pour les services secrets de la RDA. Par amour pour un homme de l'Est, Horst Grünow, elle avait trahi son pays. Puis Malko appelle Franck Capistrano, chargé des affaires spéciales au bureau du président des États-Unis. Capistrano le rassure : personne de la CIA ne souhaite le tuer. Le lendemain, une nouvelle met les médias en émoi : une Allemande, Dagmar Hasen, déclare connaître le tueur d'Olof Palme, un iranien qui avait été son amant (chapitres 10 et 11). 
Malko met Astrid sous la protection de la CIA en Belgique puis, la piste Horst Grünow ne donnant aucun résultat, va en Allemagne pour rencontrer Dagmar Hasen. Grâce à l'aide de Gudrun Viet, agent de la CIA en Allemagne, Malko rencontre Mme Hasen, qui lui dit que le tueur d'Olof Palme s'appelait Parviz Semiran et qu'il est actuellement garde du corps d'une milliardaire saoudienne. Après enquête, Malko apprend de la CIA que Parviz Semiran avait été, dans les années 1980, agent contractuel de la CIA ! La piste Horst Grünow ne donne toujours rien. Elko Krisantem, majordome de Malko et ancien tueur à gages, vient le rejoindre à Berlin (chapitres 12 à 14). 
Pour sa part, Parviz Semiran a suivi l'interview de Dagmar Hasen et quitte brièvement son travail au Moyen Orient. Il vient à Berlin pour exiger des explications de la part de son ancienne maîtresse. Dagmar Hasen organise un rendez-vous entre Malko et Parviz, ce dernier ayant décidé de tuer l'agent secret. Malko se rend au rendez-vous et constate l'absence de Parviz. Alors qu'il quitte les lieux, il découvre son cadavre encore chaud : quelqu'un a exécuté le tueur ! Sans doute est-ce le même assassin que celui qui a tué successivement Agathe Mertens, Jerker Brunns et Göran Torsten ? (chapitres 15 à 17). 
Dagmar Hasen étant la seule à connaître le lieu et l'heure du rendez-vous, Malko la soupçonne d'être la « cheville ouvrière » de l'affaire de désinformation. Ceci est d'autant plus crédible que la femme vient de disparaître, tout en laissant un message accusant la CIA d'être à l'origine de la mort de Parviz Semiran. Sur ces entrefaites, Gudrun Viet a retrouvé la trace de Horst Grünow. Une rencontre a lieu dans un bar, entre Grünow, Malko, Gudrun et Elko Krisantem. Au moment où l'Allemand va révéler ce qu'il sait à Malko, il est assassiné par un homme caché à proximité et qui parvient à s'enfuir. L'enquête de police permet de découvrir que l'arme qui a tué Horst Grünow a servi aussi à tuer deux Kurdes installés en Allemagne. En suivant cette piste, Malko apprend l'identité et le lieu de résidence du mystérieux tueur (chapitres 18 et 19).

### Fin du roman
L'homme est interpellé et finit par avouer : c'est le colonel Liublimov, du SVR russe, qui l'a guidé dans le choix des cibles à abattre. La piste aboutit donc aux services secrets russes. Les agents secrets américains et Malko se réjouissent de la réussite de leur enquête. Par acquit de conscience, Malko se rend au domicile de Dagmar Hasen. Celle-ci vient de mourir d'un cancer et on l'enterre le lendemain ! Malko décide d'assister aux obsèques de cette femme qui avait été un élément-clef de cette affaire de désinformation. Au cimetière, à l'exception d'une voisine, Malko reconnaît avec stupéfaction un homme qui est venu rendre hommage à Mme Hasen : Markus Wolf, l'ancien chef redouté des services d'espionnage et de contre-espionnage est-allemands ! En fin de compte, si on continue à ignorer qui furent les commanditaires de l'attentat contre Olof Palme, il est désormais certain que ce sont les services secrets russes, en lien avec d'anciens membres des services secrets est-allemands, qui étaient aux commandes de la récupération de cet assassinat pour embarrasser l'OTAN et la CIA (chapitre 20).

## Autour du roman
Malko avait rencontré Ingrid dans La Madone de Stockholm - SAS n°86 - 1987).